# Уольдэ Сылассе
Уольдэ Сылассе или Вальда Селласе (тигринья ወልደስላሴ; ок. 1736 — 28 мая 1816) — рас провинции Тыграй с 1788 года по 1816 год и регент (ындэрасе) Эфиопской империи с 1797 года по 1800 год. Джон Дж. Холлс в своей книге «Жизнь и переписка Генри Солта» приводит описание этого могущественного военачальника: «небольшого роста, изящного телосложения, бойкого нрава, с проницательным выражением лица и значительным достоинством в осанке». Натаниэль Пирс также отмечает, что рас Уольдэ был заядлым шахматистом и «играл в них с утра до вечера».

## Биография
Уольдэ Сылассе, происходивший из знатного рода Антало в Эндерте, стал правителем Тыграя, Хамасьена и Мареба Мелаша (Эритрея) после многих лет борьбы; Натаниэль Пирс описывает столкновение, в котором он прославился, в одиночку убив братьев Абеля и Кайла, «двух лучших людей раса Микаэля», которых Микаэль послал убить Уольдэ Сылассе. Несмотря на то, что рас Микаэль Сеуль был настолько впечатлён этим подвигом, что попытался заключить с ним мир, Уольдэ Сылассе помнил, что старик убил его отца, и до самой смерти старого раса тот провел годы в изгнании в Уолло и Годжаме.
Уольдэ Габриэль, внук раса Микаэля, попытался нанести поражение Уольдэ Сылассе, когда тот находился в Уогере, но, по словам Пирса, после 20-дневной осады Уольдэ Сылассе Уольдэ Габриэль оказался в проигрыше и заключил мир, провозгласив его бальгадой, или губернатором солеваренных районов. После гибели Уольдэ Габриэля в сражении с расом Алигазом из Йеджу, в то время регентом императора Абиссинии, Уольдэ Сылассе просил императора Такла Гиоргиса назначить его губернатором своего царства, Эндерты, но император «по своему обычному вероломству» вместо этого назначил губернатором Эндерты другого военачальника, раса Габра Маскаля. Тогда Уольдэ Сылассе быстро выступил с меньшей армией против раса, разгромил его, затем вошел в лагерь Габра Маскаля и взял раса в плен. Вскоре после этого он двинулся на Гондэр. В 1790 году два императора, Такла Хайманот и Такла Гиоргис, даровали Уольдэ-Сылласе титулы как раса, так и бехт-вадада Абиссинской империи.
Уольдэ Сылассе сделал резиденцией своего правительства Чалакот, но сохранил столицу в Антало в провинции Эндерта. Он построил четыре дворца: в Чалакоте, Антало, Фелегдаро и Мэкэле, все они находятся в Эндерте. Он играл определённую роль в политике императорского трона, в частности, предоставляя убежище императору Такла Гиоргису I в 1799 и 1800 годах, а в 1813 году его посетил бывший император Баэда Марьям. Хотя поначалу он сотрудничал с расом Алигазом, регентом императора, по мере укрепления своей власти Уольдэ Сылассе стал оспаривать у Алигаза эту должность вплоть до смерти Алигаза в 1803 году. Первые годы XIX века были отмечены ожесточенными войнами между расом Гугсой из Бэгемдыра и расом Уольдэ Сылассе из Тыграя, которые боролись за власть над номинальным императором Эгвале Сейоном. В конечном итоге Уольдэ Сылассе одержал победу и фактически правил всей страной как эндерасе до самой смерти в 1816 году.
Уольдэ Сылассе, консервативный христианин, высоко ценивший монархические традиции Эфиопии, ненавидел выскочек Йеджу. Он нанес им удар, фактически завоевав Азабо и Райю и взяв под контроль все важные перевалы в Ласте, ведущие в Тыграй. Затем он обратил свое внимание на побережье, медленно, но верно устанавливая свой сюзеренитет над местными мусульманскими властями, пока, наконец, не смог контролировать и облагать налогами их внутреннюю торговлю; он использовал доходы для обучения, реформирования и переоснащения своей армии, и когда начался XIX век, Уольдэ Сылассе был, безусловно, ведущим деятелем Абиссинии и, безусловно, главным поборником соломоновой традиции. Известно, что рас Уольдэ Сылассе обладал наибольшей властью во время своего правления, превосходя таких грозных расов, как рас Алигаз из Йеджу, рас Гугса из Годжама и вождь Йеджу Годже; при этом во всех принадлежащих ему обширных провинциях и районах все виды преступлений, обид, мятежей, споров и вопросов наследования напрямую передавались ему на рассмотрение, и большинство войн он вёл лично.
По словам Пола Хенце, рас Уольдэ Сылассе был первым правителем этого периода, который наладил тесные контакты с европейцами, принимая у себя трех британских дипломатов: Джорджа Аннесли, виконта Валентия, его секретаря Генри Солта и Пирса. Прибытие Солта в Абиссинию завершилось подписанием в 1805 году международного договора о дружбе между Уольдэ Сылассе, представлявшим Абиссинию, и Солтом, представлявшим Великобританию. Генри Солт также предложил начать торговлю с Британией; Уольдэ Сылассе быстро увидел возможные преимущества в отношениях с Британией и пообещал поощрять такую торговлю всеми имеющимися в его распоряжении средствами. Проявив себя реалистом и говоря, как говорит Солт, «с большой искренностью», он, тем не менее, выразил опасение, что его страна может оказаться не в состоянии поставлять какое-либо количество ценных товаров, достаточное для того, чтобы возместить нашим торговцам расходы на занятие столь рискованной торговлей; тем более, что абиссинцы были не очень знакомы с коммерческими сделками… Однако если можно будет разработать какой-либо план, позволяющий устранить эти трудности… он с большой готовностью согласился бы на его реализацию.
Уольдэ Сылассе также затронул главное препятствие, с которым столкнулись эфиопы: египтяне контролировали порт Массауа, который они приобрели у Османской империи, и напомнил королю Георгу, что с их «военно-морским превосходством в Красном море» Абиссинии может быть трудно получить доступ к этому порту. Однако усилия Уольдэ-Сылласе принесли плоды в долгосрочной перспективе, когда его преемники деджазмач Уэбе из Сымена и Тыграя и император Эфиопии Йоханнес продолжили договор, заключённый между ним и королевством Британия.
Натаниэль Пирс жил у раса Уольдэ примерно с 1808 года и до смерти военачальника. Дневник Пирса о его пребывании не только ценен для истории этого периода, но и содержит огромное количество подробностей о повседневной жизни в Эфиопии.
После определённого периода внутренних войн в провинции Тыграй, нетыграйский военачальник из народности ироб, говорящий на языке сахо, Сэбагадис Уолду одержал победу и стал новым правителем провинции в 1822 году.

## Репутация
Благодаря усилиям раса Уольдэ Сылассе Эфиопия получила из Египта своего первого абуну после смерти абуны Иосаба в 1804 году — Кэрэллоса III (1816—1828), который сделал своей резиденцией город Антало.
Британский дипломат Генри Солт описал Уольдэ-Сылласе как «отличающегося еще больше своей отвагой и твердостью, чем политикой, с помощью которой он единообразно управлял страной под своим командованием; успешно участвуя в более чем сорока сражениях и проявляя в этих случаях даже слишком большое пренебрежение к своей личной безопасности в бою». Другой британский путешественник, Мэнсфилд Паркинс, добавляет: «Уольдэ Сыласе правил двадцать пять лет и за этот долгий период приобрёл и сохранял репутацию доброго и мудрого князя».

## Семья и потомки
Рас Уольдэ Сылассе был сыном губернатора провинции Эндерта дэджазмача Кефлы Иясуса, а среди его жен были Ментевваб (умерла в 1812 году от оспы), сестра императора Эгвале Сейона; и Сахин, дочь императора Такла Гиоргиса I. Среди его братьев были дэджазмач Билатен-Гета Меннасе, Сэбхато (Сэвату), дэджазмач Деббаб, прадед императора Йоханнеса IV, и ато Габре Массеа (самый младший брат Уольдэ Сылассе и сын Кефлы Иясуса от другой жены). У него был сын по имени Гэбре Эгзиабхер (1801).
Уольдэ Сылассе умер в возрасте 80 лет по естественным причинам в своей резиденции в Хынтало (Эндерта).